# All the President's Men
All the President's Men é um filme estadunidense de 1976, do gênero drama, dirigido por Alan J. Pakula e com roteiro baseado no livro de mesmo nome, lançado em 1974, de Bob Woodward e Carl Bernstein.

## Sinopse
Este filme (baseado numa história real) é sobre uma dupla de jornalistas que, nos anos 70, investiga o escândalo de Watergate para o jornal Washington Post. Descobrem uma rede de espionagem e lavagem de dinheiro, o que acaba por levar à renúncia do então presidente Richard Nixon (que era, naquela mesma época, o presidente dos Estados Unidos).
Tudo começa a partir de um episódio aparentemente sem importância (e que não parecia ter nenhuma relação com o momento politico dos Estados Unidos): a invasão do edifício Watergate por um grupo de criminosos. Esta mesma invasão, num primeiro momento, não chegou a chamar a atenção, já que muitos acreditavam que seria somente mais um crime comum (e que talvez não merecesse mais do que algumas poucas linhas nas páginas policiais dos jornais). Entretanto, o que parecia, de início, ser mais um caso corriqueiro foi ganhando, com o tempo, proporções inimagináveis. O que realmente ocorreu, de fato, foi um grande escândalo de espionagem política, o que acabou levando o presidente republicano Richard Nixon (eleito em novembro de 1972 para seu segundo mandato) a ser forçado a sair do cargo. O filme mostra cenas históricas, permeadas às demais dirigidas por Pakula, reforçando sua intenção de bem reproduzir o que foi o caso Watergate.
Alguns meses antes da reeleição de Nixon é que ocorreu a detenção dos invasores no quartel-general eleitoral do Partido Democrata, no edifício Watergate. Eles eram ligados ao FBI e à CIA, e foram apreendidos usando câmeras e microfones. Nada disso, a princípio, parecia interferir na reeleição de Nixon. Porém, as suspeitas de que o próprio presidente estivesse diretamente envolvido no caso aumentaram muito. É neste momento que surgem no cenário jornalístico os repórteres investigativos Robert Woodward e Carl Bernstein (ambos do Washington Post). A partir daí, todo o filme mostrará o esforço e os méritos destes profissionais em busca da verdade factual na solução de um caso extremamente polêmico e obscuro.

## Elenco
| Ator / Atriz      | Personagem                        |
| ----------------- | --------------------------------- |
| Robert Redford .  | Robert "Bob" Woodward             |
| Dustin Hoffman    | Carl Bernstein                    |
| Jack Warden       | Harry M. Rosenfeld                |
| Martin Balsam     | Howard Simons                     |
| Hal Holbrook      | Deep Throat ("Garganta Profunda") |
| Jason Robards     | Ben Bradlee                       |
| Jane Alexander    | Judy Hoback                       |
| Meredith Baxter   | Debbie Sloan                      |
| Ned Beatty        | Martin Dardis                     |
| Stephen Collins   | Hugh W. Sloan, Jr.                |
| Penny Fuller      | Sally Aiken                       |
| F. Murray Abraham | Sargento Paul Leeper              |
| Lindsay Crouse    | Kay Eddy                          |

## Principais prêmios e indicações
Oscar 1977 (EUA)
- Venceu nas categorias de Melhor Ator Coadjuvante (Jason Robards), Melhor Direção de Arte (George Jenkins e George Gaines), Melhor Som (Arthur Piantadosi, James E. Webb, Les Fresholtz e Dick Alexander) e Melhor Roteiro Adaptado (William Goldman).
- Indicado nas categorias de Melhor Filme (Walter Coblenz), Melhor diretor (Alan J. Pakula), Melhor Atriz Coadjuvante (Jane Alexander) e Melhor Edição (Robert L. Wolfe).

BAFTA 1977 (Reino Unido)
- Indicado nas categorias de Melhor Filme (Walter Coblenz), Melhor Direção (Alan J. Pakula), Melhor Ator (Dustin Hoffman), Melhor Fotografia (Gordon Willis), Melhor Edição (Robert L. Wolfe), Melhor Direção de Arte (Geroge Jenkins), Melhor Roteiro Adaptado (William Goldman), Melhor Som (Arthur Piantadosi, James E. Webb, Les Fresholtz e Dick Alexander), Melhor ator coadjuvante (Martin Balsam e Jason Robards).

Globo de Ouro 1977 (EUA)
- Indicado nas categorias de Melhor Filme - Drama (Walter Coblenz), Melhor Roteiro Adaptado - Cinema (William Goldman), Melhor Ator Coadjuvante - Cinema (Jason Robards) e Melhor Diretor - Cinema (Alan J. Pakula).[carece de fontes?]